# Nikolos Gelaschwili
Nikoloz „Nika“ Gelashvili (georgisch ნიკოლოზ გელაშვილი; * 5. August 1985 in Telawi, Georgische SSR, Sowjetunion) ist ein georgischer ehemaliger Fußballspieler.

## Karriere
Gelaschwili begann seine Karriere bei seinem Heimatverein FC Kacheti Telawi, dann wechselte er Dinamo Tiflis. Es folgte ein Wechsel innerhalb Georgiens zu WIT Georgia Tiflis, wo er bis Ende 2007 blieb. Von Januar 2008 bis Januar 2012 spielte Gelashvili für den FC Sestaponi, mit dem er im Jahr 2011 georgischer Meister wurde. 2009 und 2011 wurde er mit 20 bzw. 18 Saisontoren Torschützenkönig der Umaghlessi Liga.
Im Januar 2012 nahm ihn der deutsche Zweitligist VfL Bochum unter Vertrag. Am 5. Februar 2012, dem ersten Spieltag nach der Winterpause, wurde er im Spiel gegen Hansa Rostock in der 67. Minute eingewechselt und erzielte acht Minuten später den Siegtreffer zum 2:1 für Bochum. Zum Ende der Saison 2012/13 wurde sein Vertrag bei den Bochumern vorzeitig aufgelöst und Gelaschwili wechselte nach Aserbaidschan zu Qarabağ Ağdam. In den dann folgenden drei Jahren, bis Gelaschwili seine Karriere beendete, spielte er für weitere sechs Vereine in Albanien, auf Zypern und seiner Heimat.